# کالوم فون موگر
کالوم خوزه فون موگر (زاده ۹ ژوئن ۱۹۹۰) یک بازیگر و بدنساز استرالیایی است. او بیشتر به خاطر ایفای نقش آرنولد شوارتزنگر در فیلم بزرگتر در سال ۲۰۱۸ شناخته شده‌است. در اکتبر ۲۰۱۴، او به لس آنجلس نقل مکان کرد و با کارینا ال، مدل و اینفلوئنسر تناسب اندام ازدواج کرد. در اکتبر ۲۰۲۱، او به استرالیا بازگشت و در آنجا یک باشگاه ورزشی را افتتاح کرد که به سرعت بسته شد.
کالوم یک پسر به نام کیروس (متولد ۲۰۲۰) دارد که با مادرش در لس آنجلس، کالیفرنیا زندگی می‌کند. در ۶ مه ۲۰۲۲، کالوم پس از پریدن به بیرون از پنجره آپارتمان دچار آسیب‌هایی شد که در بخش ICU بیمارستان بستری شد.در ۲۶ مه ۲۰۲۲ کالوم، کالوم در دادگاهی حاضر شد و اعتراف به داشتن مواد مخدر کرد که توسط دادگاه به ۵۰۰دلار جریمه محکوم شد.